# Ocnogyna boeticum
Ocnogyna boeticum är en fjärilsart som beskrevs av Jules Pièrre Rambur 1836. Ocnogyna boeticum ingår i släktet Ocnogyna och familjen björnspinnare. Inga underarter finns listade i Catalogue of Life.